# Eustaquio de Pacy
Eustaquio de Pacy (c. 1090-1136) también Eustace de Breteuil, fue un noble anglonormando, hijo ilegítimo de Guillermo de Breteuil y una concubina, que desafió las reclamaciones de Guillermo de Gaël y Reginaldo [Renaud] de Grancey sobre las propiedades de su padre y se estableció como señor de Breteuil y de Pacy, lo que fue reconocido por Enrique I de Inglaterra, quien le dio la mano de su hija ilegítima Juliana de Fontevrault en matrimonio.
Eustaquio exigió el custodio del castillo de Ivry y se rebeló contra Enrique de Inglaterra, su suegro, en 1119.  Entonces fortificó sus castillos de Lire, Glos, Pont-Saint-Pierre y Pacy.
Para asegurarse la lealtad de Eustaquio, Enrique I organizó un intercambio de rehenes entre las hijas de Eustaquio y Juliana (nietas de Enrique), y el hijo de Ralph Harnec, condestable de Ivry y vasallo de Raúl de Guader. Quizás seducido por Amalarico III de Montfort, Eustaquio le arrancó los ojos al hijo de Ralph antes de enviarle con su padre. Ralph apeló al rey por justicia. Enrique le permitió a Ralph cegar a Eustaquio y a las hijas de Juliana, y también cortarles la punta de la nariz. Este incidente empeoró la relación entre el rey y su hija Juliana. El rey sitió a su hija Juliana en el castillo de Breteuil, desde donde «se vio obligada a saltar desde las murallas [...] y cayó vergonzosamente con las nalgas desnudas en las profundidades del foso», y huyó con su esposo a Pacy. La insurrección fracasó y el feudo de Breteuil fue confiscado, pero como compensación se le concedieron trescientos marcos de plata anuales, aunque se le permitió conservar Pacy. Ambos fueron posteriormente indultados. Cuando murió Eustaquio de Pacy en febrero de 1136, se agravó la disputa sobre el importante señorío de Breteuil en el centro del ducado.

## Herencia
De su relación con Juliana de Fontevrault nacieron las dos hijas citadas y dos varones:
- Guillermo de Pacy (c. 1116-1153), sucedió a su padre como señor de Pacy. Orderic Vitalis registra que atacó Breteuil, plaza que había sido entregada a Raúl II de Gaël (c. 1073-1143). Robert de Torigni registra su muerte en 1153;
- Roger de Pacy (c. 1118-?).